# Costaros
Costaros település Franciaországban, Haute-Loire megyében. Lakosainak száma 552 fő (2022. január 1.). Costaros Le Brignon, Cayres és Landos községekkel határos.

## Népesség
A település népességének változása:
| Lakosok száma | 520  | 498  | 485  | 584  | 631  | 572  | 544  | 538  | 543  | 552  |
|               | 1968 | 1982 | 1990 | 2006 | 2013 | 2015 | 2017 | 2019 | 2020 | 2022 |